# Susanna e i vecchioni (Veronese)
Susanna e i vecchioni è un dipinto di Paolo Veronese del 1580 esposto permanentemente nella galleria di Palazzo Bianco a Genova.
Si tratta di un olio su tela, che fu proprietà del Marchese del Carpio, un collezionista spagnolo del XVII secolo. La presenza a Genova di questo dipinto è documentata dal XVIII secolo.
Il muro di cinta che racchiude e cela la scena, il piccolo cane simbolo di fedeltà e incorruttibilità e la statua del satiro che guarda sogghignando lascivo verso Susanna, sono ripresi da Veronese anche in altri dipinti dello stesso tema biblico, come in quello dello stesso periodo e piuttosto simile, conservato nel Louvre a Parigi.